# Vaccinium gaultheriifolium
Vaccinium gaultheriifolium là một loài thực vật có hoa trong họ Thạch nam. Loài này được (Griff.) Hook. f. ex C.B. Clarke miêu tả khoa học đầu tiên năm 1882.